# Беров, Любен
Лю́бен Бори́сов Бе́ров (болг. Любен Борисов Беров; 6 октября 1925[…], София, Третье Болгарское царство — 7 декабря 2006, София) — болгарский политик и экономист, историк. В 1992—1994 годах занимал пост премьер-министра Болгарии (80-е правительство).
Преподавал историю экономики в Университете национального и мирового хозяйства в 1950—1985 годах. В 1990 году стал экономическим советником президента Желева.
Беров занял пост премьера в декабре 1992 года. Он возглавил альянс бывших коммунистов и представителей этнических турок. Через два года он был отправлен в отставку, потеряв доверие.
Автор более 200 книг, учебников и научных статей по экономике и истории Балкан и Болгарии. Член-корреспондент Болгарской АН (1997).
Скончался 7 декабря 2006 года в возрасте 81 года после затяжной болезни.